# Eisenbahnunfall von Huddinge

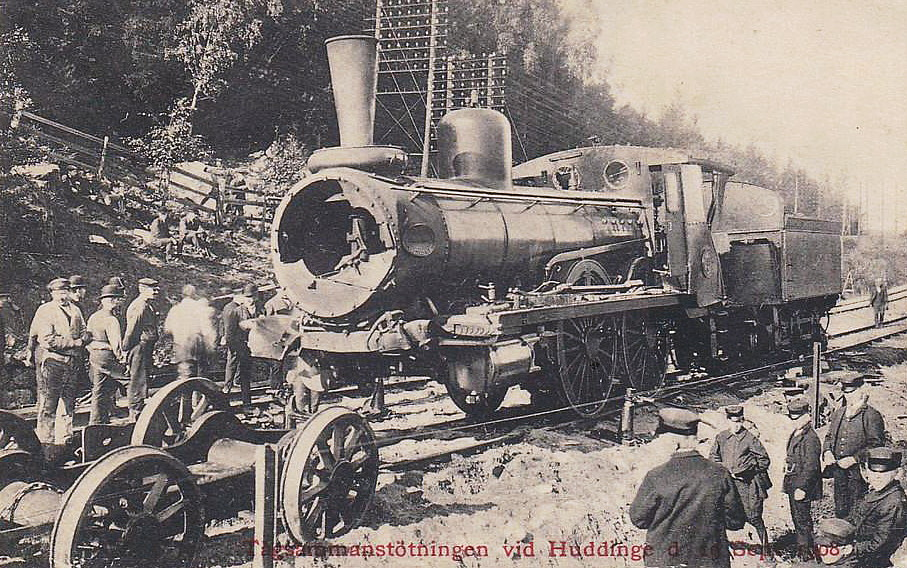
Die beschädigte Lok des Personenzuges

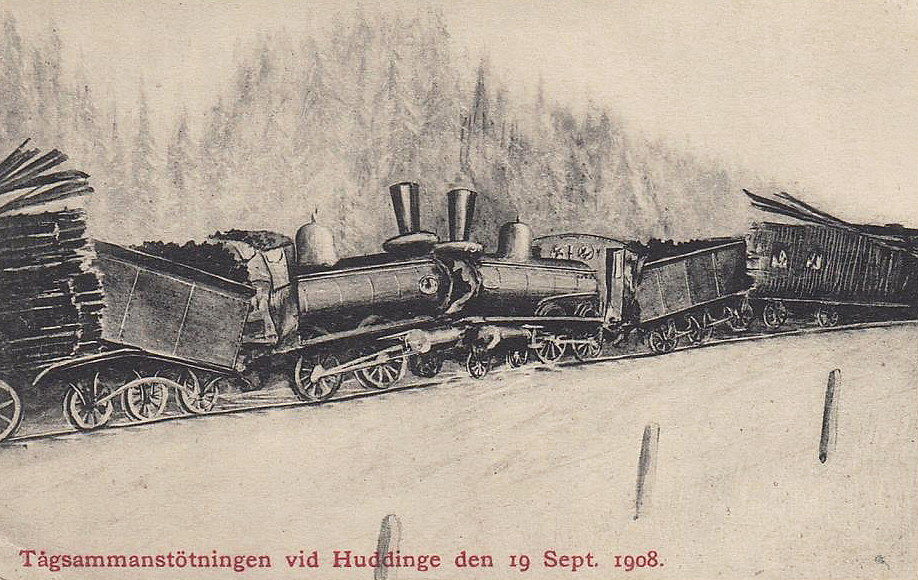
Künstlerische Darstellung des Zusammenstoßes

Der Eisenbahnunfall von Huddinge ereignete sich am 19. September 1908 in der Gemeinde Huddinge südlich von Stockholm in Schweden.

## Unfallhergang
Auf der damals noch eingleisigen Västra stambana wartete der in Richtung Stockholm fahrende Güterzug Nr. 1022 im Bahnhof Huddinge auf den entgegenkommenden Zug nach Malmö. Ein weiterer Zug, der Schnellzug Nr. 11, folgte diesem, wovon der Lokführer des Güterzugs aber nichts wusste.
Er beachtete das „Halt“ gebietende Signal nicht und setzte seine Fahrt in Richtung Norden fort. 500 Meter nördlich des Bahnhofes in einem leichten Linksbogen stieß er mit dem Schnellzug zusammen, bei dem zwar ein erheblicher Sachschaden in Höhe von 210.000 SEK, aber nur geringer Personenschaden entstand.
Drei Fahrgäste und ein Schaffner wurden verletzt. Die Güterzug-Dampflokomotive wurde vom Zug abgerissen und versank unterhalb des Bahndamms im Schlamm. Von der Personenzuglok wurde eine Postkarte mit dem Foto der Beschädigung angefertigt; eine weitere Ansichtskarte mit dem simulierten Zusammenstoß.

## Folgen

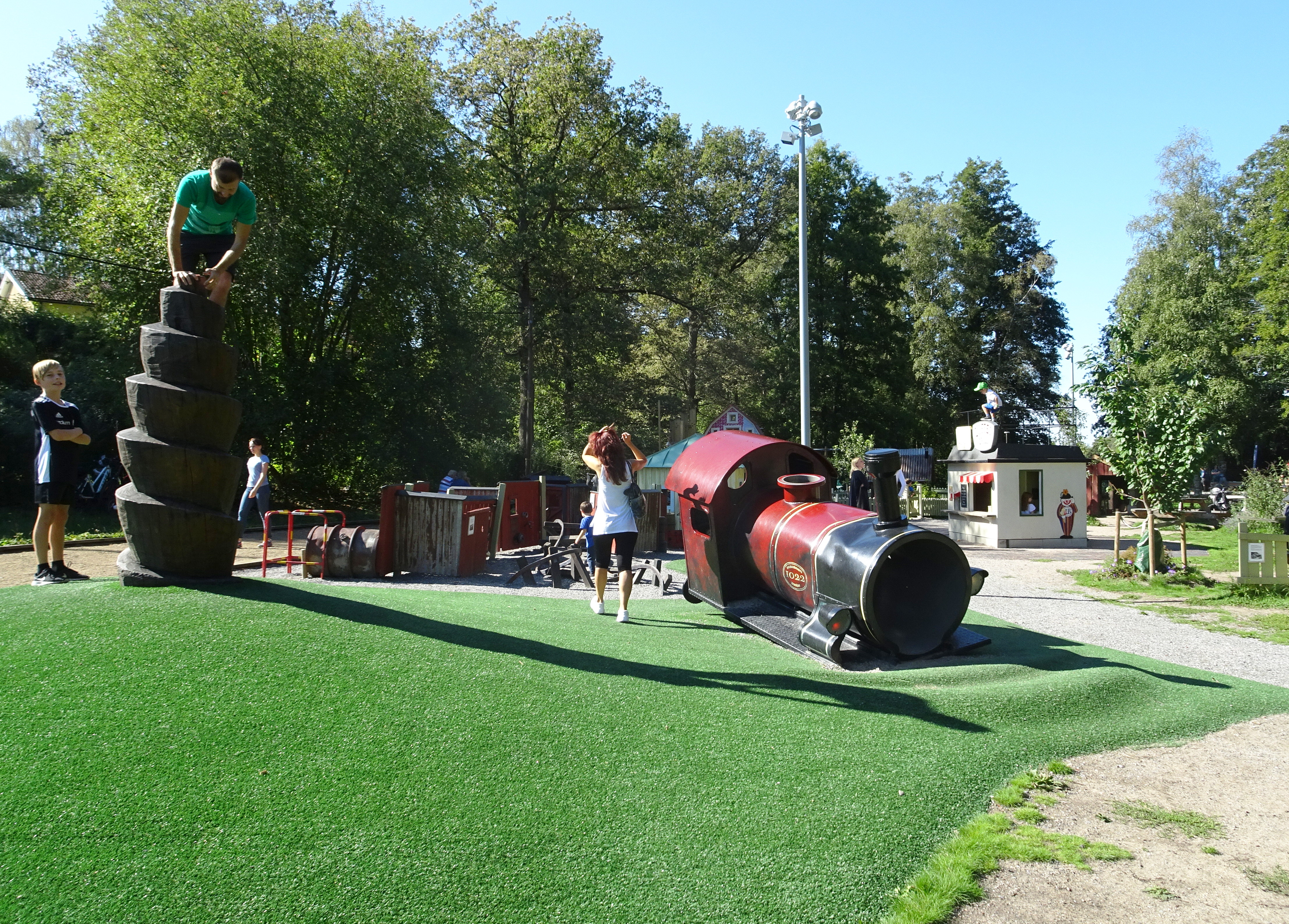
Spielgerät in Form einer Lokomotive im Långsjöparken mit verschobenem Geländeprofil

Die Bergung der Güterzuglok galt als zu schwierig und wurde schließlich aufgegeben.
Zwar war das zweite Gleis in diesem Streckenabschnitt bereits verlegt, aber noch nicht freigegeben worden, weil es noch im Bau war. Erst beim Bau der 1987 fertiggestellten zwei weiteren Parallelgleise wurden Reste der Lok „wiederentdeckt“.
Eine besondere Bedeutung hatte der Unfall für die im selben Jahr gegründete Eisenbahngewerkschaft, die sich nach ihren Statuten mit diesem Fall zu befassen hatte. 
Seitens der Gewerkschaft wurde argumentiert, dass die Nachtsignale, die teilweise als Haltsignale für Züge in Bahnhöfen sowie teilweise als Abfahrtssignal gelten, nicht mit dem gleichen Lichtzeichen der Signallampen gegeben werden sollten. Diese Argumentation unterstützte die Svenska Järnvägs föreningen (Schwedischer Eisenbahnverband).
In einem Bericht des Professors für Physiologie der Universität Uppsala, Hjalmar Öhrwall (1851–1929) stellte dieser fest, dass ein gleiches Zeichen für Stopp- und Fahrvorgänge ungeeignet sei.

## Gedenken
In Erinnerung an dieses Unglück wurde auf dem nahen Freizeitpark Långsjöparken das Modell einer Lokomotive als Klettergerät aufgestellt, das im Boden zu versinken scheint.